# Astrometria
L'astrometria è il settore dell'astronomia che si occupa delle misurazioni, delle posizioni, delle distanze e dei movimenti delle stelle e di altri corpi celesti. Tra i vari obiettivi dell'astrometria, vi è quello di costruire una scala delle distanze cosmiche.

## Storia
È uno dei campi di applicazione più antichi dell'astronomia, risalente ad Ipparco, che nel 190 a.C. fu il primo a compilare un catalogo stellare delle stelle a lui visibili. Per farlo inventò il sistema della scala di luminosità magnitudine apparente, ancora oggi in uso. Il catalogo di Ipparco, sviluppato sui lavori precedenti di Timocharis Aristillus, conteneva 850 stelle e la loro posizione nel cielo. Il successore di Ipparco, Tolomeo, nel suo Almagesto incluse un elenco di 1022 stelle, con la posizione, coordinate e luminosità.
La moderna astrometria fu fondata da Friedrich Bessel, che con il suo Fundamenta astronomiae dava le posizioni medie di 3222 stelle osservate tra il 1750 e il 1762 da James Bradley.

## Applicazioni
Oltre alla fondamentale funzione di fornire agli astronomi un preciso sistema di riferimento su cui basare le osservazioni, l'astrometria è anche alla base della meccanica celeste, della dinamica stellare e dell'astronomia galattica. L'astrometria è indispensabile per mantenere il conto del tempo, in quanto il fuso orario UTC rappresenta il Tempo Atomico Internazionale sincronizzato con la rotazione della Terra, ottenuto grazie ad osservazioni astrometriche estremamente precise.
Grazie ad essa si sono avuti nel corso dei secoli importanti passi avanti nelle scienze e nelle tecnologie, e in particolare ne hanno beneficiato:
- le meridiane, efficaci nel misurare il tempo;
- l'astrolabio, inventato per misurare gli angoli celesti;
- le applicazioni astronomiche che portarono allo sviluppo della geometria sferica;
- la misurazione precisa del movimento dei pianeti da parte di Tycho Brahe che dette il via alla rivoluzione Copernicana, cambiando radicalmente il modo di vedere l'Universo;
- il sestante che migliorò enormemente le misure degli angoli celesti.

Un esempio di sviluppo più recente fu l'uso delle variabili Cefeidi per misurare le distanze delle nebulose. Questo portò alla scoperta delle galassie esterne alla nostra da parte di Edwin Hubble che utilizzò il metodo della parallasse sulle Cefeidi vicine, e fu così in grado di correlare il loro periodo di variazione con la loro luminosità assoluta. Misurando quindi il periodo e la luminosità apparente delle Cefeidi presenti nelle nebulose, riuscì a determinare la loro distanza, arrivando a formulare quella che fu chiamata la legge di Hubble, che ancora oggi è una delle proprietà fondamentali dell'Universo.
L'ultimo sviluppo dell'astrometria è rappresentato dalla sua applicazione alla tecnologia spaziale: dal 1989 al 1993 il satellite Hipparcos dell'ESA collezionò precise misure astrometriche che portarono alla compilazione di un catalogo con più di un milione di stelle, con posizioni accurate fino a 20 o 30 millesimi di secondo d'arco.